# Татлар (Агдашский район)
Татла́р (азерб. Tatlar) — село в Агдашском районе Азербайджана.

## Этимология
Название происходит от названия рода Татлылар.

## История
Село основано в конце XIX века переселенцами из одноимённого села Казахского уезда.
В 1926 году согласно административно-территориальному делению Азербайджанской ССР село относилось к дайре Агдаш Геокчайского уезда.
После реформы административного деления и упразднения уездов в 1929 году был образован Юхарыколгатинский сельсовет в Агдашском районе Азербайджанской ССР.
Согласно административному делению 1961 года село Татлар входило в Юхарыколгатинский сельсовет Агдашского района Азербайджанской ССР. С 1971 года село Татлар входит в Ашагы-Зейнаддинский сельсовет.
В 1999 году в Азербайджане была проведена административная реформа и был учрежден Ашагы-Зейнаддинский муниципалитет Агдашского района, куда и вошло село.

## География
Неподалёку от села протекает река Гариблиарх.
Село находится в 6 км от райцентра Агдаш и в 243 км от Баку. Ближайшая ж/д станция — Ляки.
Высота села над уровнем моря — 32 м.

## Население
| Численность населения |
| 1979                  |
| --------------------- |
| 160                   |

## Климат
| Показатель                                             | Янв. | Фев. | Март | Апр. | Май  | Июнь | Июль | Авг. | Сен. | Окт. | Нояб. | Дек. | Год  |
| ------------------------------------------------------ | ---- | ---- | ---- | ---- | ---- | ---- | ---- | ---- | ---- | ---- | ----- | ---- | ---- |
| Средний суточный максимум, °C                          | 7,0  | 8,3  | 12,6 | 20,6 | 25,7 | 29,9 | 33,6 | 32,5 | 28,2 | 21,2 | 14,3  | 9,2  | 20,3 |
| Средняя температура, °C                                | 3,0  | 4,2  | 8,1  | 14,8 | 19,8 | 24,0 | 27,3 | 26,3 | 22,4 | 16,1 | 10,1  | 5,2  | 15,1 |
| Средний суточный минимум, °C                           | −0,9 | 0,2  | 3,7  | 9    | 13,9 | 18,2 | 21,1 | 20,1 | 16,6 | 11   | 6,0   | 1,2  | 10   |
| Норма осадков, мм                                      | 23   | 28   | 32   | 41   | 56   | 43   | 23   | 26   | 26   | 54   | 32    | 26   | 410  |
| Источник: https://en.climate-data.org/location/955018/ |      |      |      |      |      |      |      |      |      |      |       |      |      |

Среднегодовая температура воздуха в селе составляет +15.1 °C. В селе семиаридный климат.